# Sint-Pancratiuskerk (Herschwiesen)
De Sint-Pancratiuskerk (Duits: Kirche Sankt Pankratius) is een rooms-katholiek kerkgebouw in Herschwiesen, een dorp gelegen op de Hunsrück tussen de Rijn en de Moezel.

## Bouwgeschiedenis
Waarschijnlijk bestond er reeds in de 10e eeuw al een kapel in Herschwiesen, die tot de parochie Boppard behoorde. Het oude kerkje barstte in de 18e eeuw door het toenemend aantal gelovigen uit haar voegen en de bouwkundige staat werd ook voortdurend slechter. Nadat pastoor Matthias Metzen, die van 1710 tot aan zijn dood in 1750 als priester werkzaam was in Herschwiesen, op de kerstochtend van 1742 de stroom gelovigen weer massaal naar het veel te kleine kerkje zag komen, vatte hij nog diezelfde ochtend het plan om een nieuwe kerk op te richten. Hij riep de kerkenraad bijeen en stelde een brief op voor de bisschop van Trier waarin de situatie werd beschreven. Vanuit het bisdom werd een onderzoek ingesteld om de omstandigheden in Herschwiesen te kunnen beoordelen. En na de vaststelling dat het kerkje inderdaad veel te klein was geworden in verhouding tot het aantal communicanten en ook de staat van onderhoud zoveel te wensen overliet, dat reparaties nauwelijks zin hadden, werd van de parochie een overzicht van de vermogens- en inkomenspositie gevraagd om zo te kunnen vaststellen of de parochie de lasten van de nieuwbouw wel zou kunnen dragen. Daarna stond de nieuwbouw niets meer in de weg en op 10 juni 1744 verleende keurvorst Franz Georg von Schönborn hoogstpersoonlijk de toestemming voor het project. In februari 1745 vingen de bouwwerkzaamheden aan en binnen ruim twee jaar was de bouw voltooid. Op 26 september 1747 werd de nieuwe parochiekerk ingezegend. De kosten van de nieuwbouw bedroegen uiteindelijk 8162 daalders. Na de voltooiing van de bouw werd er nog langere tijd aan de inrichting gewerkt.

## Inrichting
- Het grote hoogaltaar van bijna 10 meter hoog met levensgrote beelden van Maria Immaculata in het midden en aan haar zijde de apostelen Petrus en Paulus werd net als de beide zijaltaren gemaakt door de schrijnwerker Johann Michael Leyen uit Koblenz. Boven de toegang tot de rondgang achter het altaar bevinden zich onder de rondbogen de beelden van sint-Pancratius (links) en sint-Sebastiaan (rechts). Het linker zijaltaar werd gewijd aan de Moeder Gods, het rechter zijaltaar aan Sint-Jozef.
- De preekstoel is slechts via de sacristie te betreden; op het klankbord staat een beeld van de aartsengel Michaël.
- Het orgel werd door de orgelbouwer Johann Peter Senff uit Koblenz gebouwd en doet nog altijd dienst. Wel werd het orgel herhaaldelijk vernieuwd. Het beeld voor de orgelkas van Johannes van Nepomuk stond vroeger aan de oostelijke muur bij een biechtstoel.
- De veertien kruiswegstaties hingen vroeger in de Karmelieterkerk van Koblenz en werden in de tweede helft van de 18e eeuw door Januarius Zicko gemaakt.
- Het doopvont uit 1670 is een van de weinige voorwerpen uit de oude kerk die door de nieuwe kerk werden overgenomen.
- De kerkbanken zijn van fraai houtsnijwerk voorzien en elke bank heeft een eigen decoratie.

## Bron
Brochure 250 Jahre Pfarrkirche Sankt Pankratius in Herschwiesen, Werner Stoffel